# Ostabat-Asme
Ostabat-Asme är en kommun i departementet Pyrénées-Atlantiques i regionen Nouvelle-Aquitaine i sydvästra Frankrike. Kommunen ligger i kantonen Iholdy som tillhör arrondissementet Bayonne. År 2022 hade Ostabat-Asme 224 invånare.

## Befolkningsutveckling
Antalet invånare i kommunen Ostabat-Asme
| Referens: INSEE |